# Melianá (ort i Grekland)
Melianá är en ort i Grekland.   Den ligger i prefekturen Nomós Prevézis och regionen Epirus, i den centrala delen av landet, 290 km nordväst om huvudstaden Aten. Melianá ligger 571 meter över havet och antalet invånare är 303.
Terrängen runt Melianá är bergig åt sydväst, men åt nordost är den kuperad. Runt Melianá är det ganska glesbefolkat, med 40 invånare per kvadratkilometer. Närmaste större samhälle är Filippiáda, 19,4 km söder om Melianá. I omgivningarna runt Melianá växer i huvudsak blandskog.